# Scusa (Izi)
Scusa è un singolo del rapper italiano Izi, pubblicato il 15 aprile 2016 come secondo estratto dal primo album in studio Fenice.

## Composizione
Il brano è stato composto come singolo accompagnante la colonna sonora del film Zeta - Una storia hip-hop. Izi ha parlato della nascita del brano in un'intervista del 2016: “Lorenzo Fragola, intanto è risaputo che sia Sony, io in quanto ero Sony volevamo creare un duetto con una voce importante italiana, senza avere una voce veramente forte si è pensato a Lorenzo Fragola. In una seconda parte abbiamo aggiunto Moses Sangare che è un mio amico molto bravo di Bergamo e diciamo che abbiamo creato questo pezzo tutti e tre, infatti poi c'è il vocalizzo finale di Fragola e abbiamo messo il ritornello di Moses.”

## Tracce
1. Scusa – 3:34